# Бальмен, Карл Антонович
Граф Карл Антонович де Бальмен (1786 — 20 апреля 1812) — русский командир эпохи наполеоновских войн из рода де Бальменов, генерал-майор.

## Биография
Сын генерал-поручика графа Антона Богдановича де Бальмена (1741—1790) от брака его с графиней Еленой Антоновной Девиер, внучкой графа А. М. Девиера и внучатой племянницей светлейшего князя А. Д. Меншикова.

По окончании Пажеского корпуса, 5 октября 1801 года был зачислен в поручики в лейб-гвардии Преображенского полка, с 28 июня 1807 года  штабс-капитан. За отличие под крепостью Гиксельминде 9 декабря 1807 года был награждён орденом Святого Георгия 4 класса: 
В воздаяние отличного мужества и храбрости, оказанных 3 мая против французских войск при Вейксельмюндской крепости, где с собранными с полков стрелками, составляя правый фланг колонны генерал-майора Лаптева, с неустрашимостию троекратно атаковал неприятеля и несмотря на полученную рану и контузию находился до самого конца сражения и ободрял примером своим сборную свою команду.
Был выбран в флигель-адъютанты императора Александра I, отличался необыкновенной храбростью и успехами в обществе. Принимал участие в Русско-турецкой войне, в одном из сражений был тяжело ранен, буквально изрублен. В августе 1810 года отличился в Батинской битве. 25 ноября 1810 года генерал-майор с отчислением от л.-гв. Преображенского полка. С 17 января 1811 по 12 марта 1811 года — шеф 49-го егерского полка; с 12 марта 1811 по 27 апреля 1812 года — Софийского пехотного полка.
Так и не оправившись от ран, Карл Антонович умер 20 апреля 1812 года в Вильно от нервной горячки, о чем в Российском государственном военно-историческом (Лефортовском) архиве имеются два рапорта идентичного содержания. Первый из них отправлен 21 апреля 1812 г. из Кобрина генерал-лейтенантом И.Н. Эссеном 1-м главнокомандующему 1-й Западной армии М.Б. Барклаю де Толли: «Шеф Софийского пехотного полка Генерал Майор Граф де Бальмен, одержим будучи нервною горячкою, сего апреля 20 числа волею Божиею помре». Другой рапорт направлен командиром Софийского пехотного полка полковником Халяпиным императору Александру I 22 апреля из местечка Картуза Береза, находящегося в 100 км на восток от Бреста, где, по всей вероятности, де-Бальмен и умер.

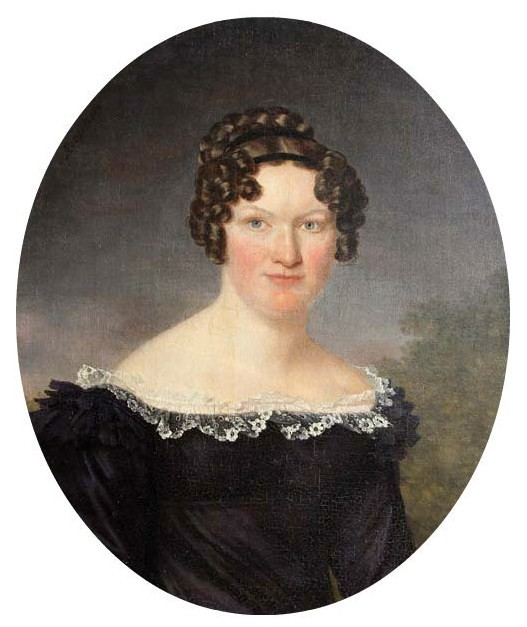
Мария де Бальмен, жена

К. Я. Булгаков писал брату, что «смерть Бальмена чрезвычайно всех огорчила, большая печаль отечеству и друзьям!»

## Семья
С 8 января 1811 года был женат на Марии Васильевне Нарышкиной (1791—1863), дочери генерал-майора Василия Сергеевича Нарышкина (1740—1800) от брака его с графиней Анной Ивановной Воронцовой (1750—1807), но потомства не оставил. Венчание было в Москве, сначала в православной церкви, а потом в католической на Лубянке. Овдовев, Мария Васильевна несколько лет жила в Лондоне у своего двоюродного дяди, графа С. Р. Воронцова, а в 1822 году вышла замуж за камергера А. Д. Олсуфьева.